# Трубіївська сільська рада
Трубіївська сільська рада — колишня адміністративно-територіальна одиниця та орган місцевого самоврядування у Ружинському районі Бердичівської округи, Київської та Житомирської областей Української РСР з адміністративним центром у селі Трубіївка.

## Населені пункти
Сільській раді на час ліквідації були підпорядковані населені пункти:
- с. Трубіївка.

## Населення
Відповідно до перепису населення СРСР, станом на 17 грудня 1926 року, чисельність населення ради становила 1 408 осіб, з них, за статтю: чоловіків — 649, жінок — 759, етнічний склад: українців — 1 387, росіян — 5, євреїв — 12, поляків — 4. Кількість господарств — 324, з них несільського типу — 5.

## Історія та адміністративний устрій
Створена 1923 року в с. Трубіївка Верхівнянської волості Сквирського повіту Київської губернії. 7 березня 1923 року включена до складу новоствореного Ружинського району Бердичівської округи. Станом на 17 грудня 1926 року у підпорядкуванні значився хутір Степок, який, на 1 жовтня 1941 року, не перебував на обліку населених пунктів.
Станом на 1 вересня 1946 року сільська рада входила до складу Ружинського району Житомирської області, на обліку в раді перебувало с. Трубіївка.
Ліквідована 5 березня 1959 року внаслідок укрупнення колгоспів, відповідно до рішення Житомирського облвиконкому № 161 «Про ліквідацію та зміну адміністративно-територіального поділу окремих сільських рад області». Територію ради та с. Трубіївка приєднано до складу Вербівської сільської ради Ружинського району Житомирської області.